# Молчанов, Александр Алексеевич
Александр Алексеевич Молчанов (1 сентября 1902, Кузоверская, Вельский уезд, Вологодская губерния, Российская империя — 28 марта 1985, Москва) — советский ботаник, инженер, лесовод и редактор. Член-корреспондент АН СССР (1968).

## Биография
Родился 1 сентября 1902 года в деревне Кузоверской Вельского уезда Вологодской губернии (ныне — Устьянского района Архангельской области). В 1927 году поступил в Архангельский лесотехнический институт, который он окончил в 1932 году. С 1933 по 1941 год работал в Северном опытном лесничестве. В годы ВОВ прервалась исследовательская деятельность гениального учёного, т.к он стал вначале начальником участка, а затем главным инженером треста Севтранслес и выполнял оборонные задания по заготовке спецсортиментов древесины в лесах. Его ратный труд в грозные годы ВОВ получил очень высокую оценку. В послевоенные годы возвратился к научно-исследовательской деятельности и в 1945 году устроился на работу в Институт леса в качестве руководителем лесной гидрологии и проработал вплоть до 1962 года. В 1962 году был избран директором Лаборатории лесоведения и проработал вплоть до 1978 года. С 1978 года — на пенсии.
Скончался в 28 марта 1985 году в Москве.

## Научные работы
Основные научные работы посвящены проблемам лесной гидрологии, климатологии и биогеоценологии. Автор свыше 200 научных работ и 23 монографии.
- Научно обосновал главнейшие хозяйственные мероприятия, проводимые в дубовых лесах.

- Молчанов А. А. «Взаимоотношения компонентов биогеоценоза в лиственных молодняках», 1970.
- Молчанов А. А. «Взаимосвязи в лесных биогеоценозах», 1980.
- Молчанов А. А. «Влияние леса на окружающую среду», 1973.
- Молчанов А. А. «Воздействие антропогенных факторов на лес», 1978.
- Молчанов А. А. «География плодоношения важнейших древесных пород в СССР», 1967.
- Молчанов А. А. «Гидрологическая роль леса», 1960.
- Молчанов А. А. «Гидрологическая роль полезащитных полос и методика её изучения», 1962.
- Молчанов А. А. «Дендрологические основы прогноза погоды», 1976.
- Молчанов А. А. «Лес и климат», 1961.
- Молчанов А. А. «Лес и окружающая среда», 1968.
- Молчанов А. А. «Леса и лесное хозяйство Архангельской области», 1957.
- Молчанов А. А. «Научные основы ведения лесного хозяйства в дубравах лесостепи», 1964.
- Молчанов А. А. «О режиме пользования и возрастах рубки в лесах I группы», 1963.
- Молчанов А. А. «Оптимальная лесистость», 1966.
- Молчанов А. А. «Основные типы биогеоценоза северной тайги», 1977.
- Молчанов А. А. «Принципы выделения защитных лесных полос», 1977.
- Молчанов А. А. «Продуктивность ограниченной массы в лесах разных зон», 1971.
- Молчанов А. А. «Формирование и рост дуба на вырубках в лесостепи», 1965.

## Награды и премии
- Орден Знак Почёта.
- Орден Трудового Красного Знамени (2-кратный кавалер).
- Несколько научных медалей.